# Friedrich Voss (Politiker)
Friedrich Voss (* 1. Februar 1931 in Düsseldorf; † 27. Juli 2012 ebenda) war ein deutscher Politiker (CDU, später CSU).
Er war Ministerialrat, Steuerberater und von 1982 bis 1991 Parlamentarischer Staatssekretär beim Bundesminister der Finanzen.

## Ausbildung und Beruf
Nach dem Besuch eines Gymnasiums und dem Abitur absolvierte Voss ein Studium der Rechts- und Staatswissenschaften. 1961 erfolgte seine Promotion zum Dr. jur. an der Universität Köln mit der Arbeit Die staatliche Baulast bei Pfarrkirchen auf Grund der Säkularisation im ehemaligen Herzogtum Berg – unter Berücksichtigung der in diesem Gebiete geltenden Bestimmungen über die allgemeine Kirchenbaulast. Im selben Jahr trat er in den höheren Dienst der Finanzverwaltung des Landes Nordrhein-Westfalen ein. Zuletzt war er dort bis 1968 als Richter am Finanzgericht Düsseldorf tätig.
Im Juli 1968 trat er als Referent in die Pressestelle des Bundesministeriums der Finanzen ein, wurde im Juli 1969 politischer Referent des Bundesfinanzministers Franz Josef Strauß und war nach dem Regierungswechsel im Herbst 1969 von 1969 bis 1976 dessen persönlicher Referent und Leiter seines Abgeordnetenbüros.

## Partei
Nachdem er in Nordrhein-Westfalen zunächst der CDU angehört hatte und Mitglied des Düsseldorfer Stadtparlamentes gewesen war, wurde Voss später Mitglied der CSU. Als deren Landesschatzmeister gehörte er über lange Jahre auch dem Präsidium und dem Vorstand der CSU an.

## Abgeordneter
Von 1976 bis 1990 war Voss Mitglied des Deutschen Bundestages.
Er ist stets über die CSU-Landesliste Bayern in den Bundestag eingezogen.

## Öffentliche Ämter
Am 4. Oktober 1982 wurde Voss als Parlamentarischer Staatssekretär beim Bundesminister der Finanzen in die von Bundeskanzler Helmut Kohl geführte Bundesregierung berufen. Er lebte zu dieser Zeit in Bonn-Tannenbusch. Nach der Bundestagswahl 1990 schied er am 18. Januar 1991 aus dem Amt.

## Ehrungen
- 1991: Großes Verdienstkreuz der Bundesrepublik Deutschland

## Schriften
- Den Kanzler im Visier. 20 Jahre mit Franz Josef Strauß., v. Haase und Köhler, Mainz 1999, ISBN 978-3-7758-1384-6